# De oönskade
De oönskade (originaltitel: Batiment 5) är en fransk dramafilm från 2023. Filmen är regisserad av Ladj Ly efter ett manus skrivet av Ly, Dominique Baumard och Giordano Gederlini.
Filmen hade biopremiär i Sverige den 5 april 2024, utgiven av Triart Film.

## Handling
Filmen kretsar kring en lokal aktivist och en aspirerande borgmästare som möter varandra om den bästa vägen framåt för sin fattiga förort.

## Rollista (i urval)
- Anta Diaw – Haby Keita
- Alexis Manenti – Pierre Forges
- Aristote Luyindula – Blaz
- Steve Tientcheu – Roger Roche
- Aurélia Petit – Nathalie Forges
- Jeanne Balibar – Agnès Millas